# Schloss Pichlhofen

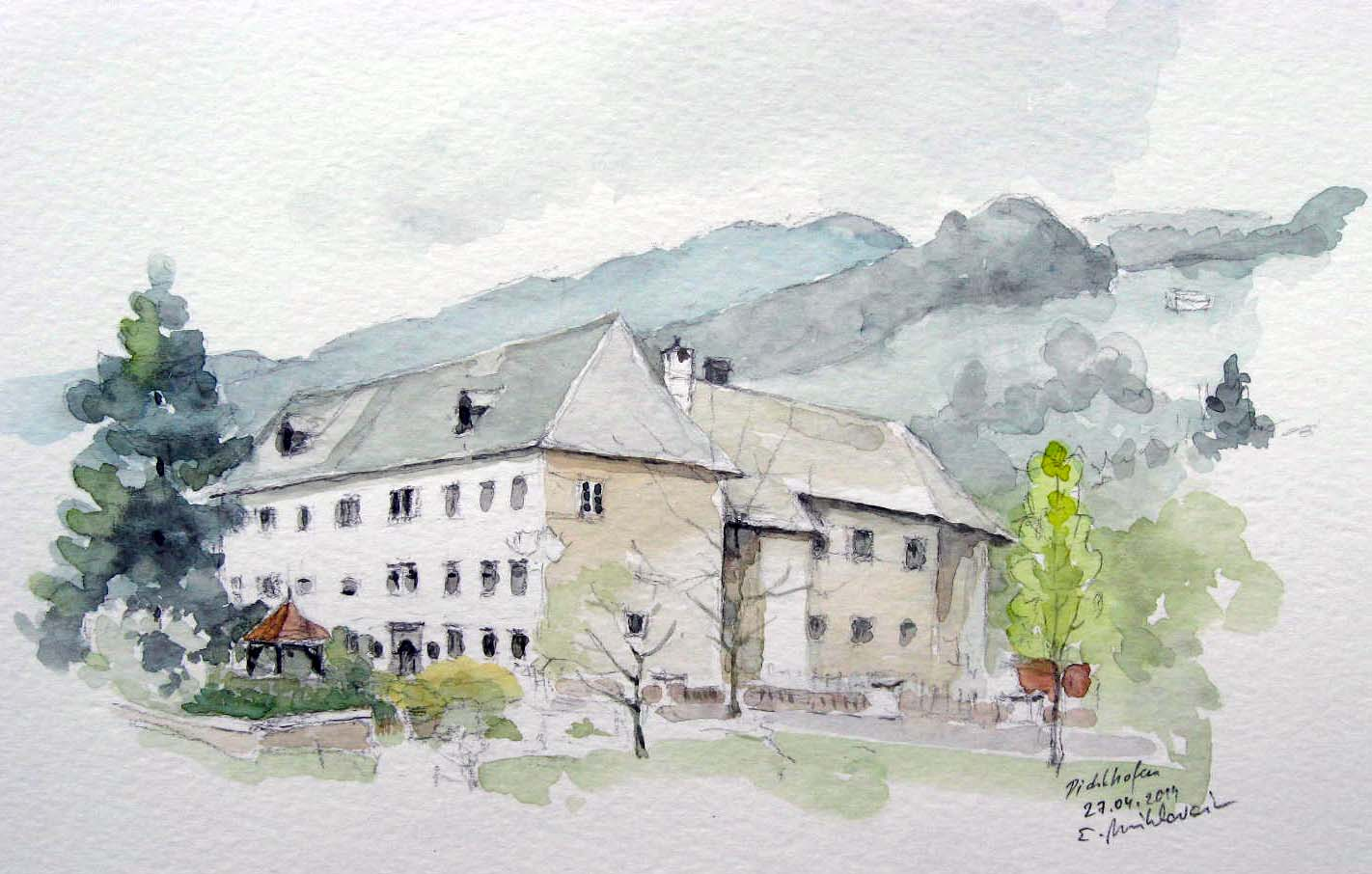
Schloss Pichlhofen in Sankt Georgen ob Judenburg

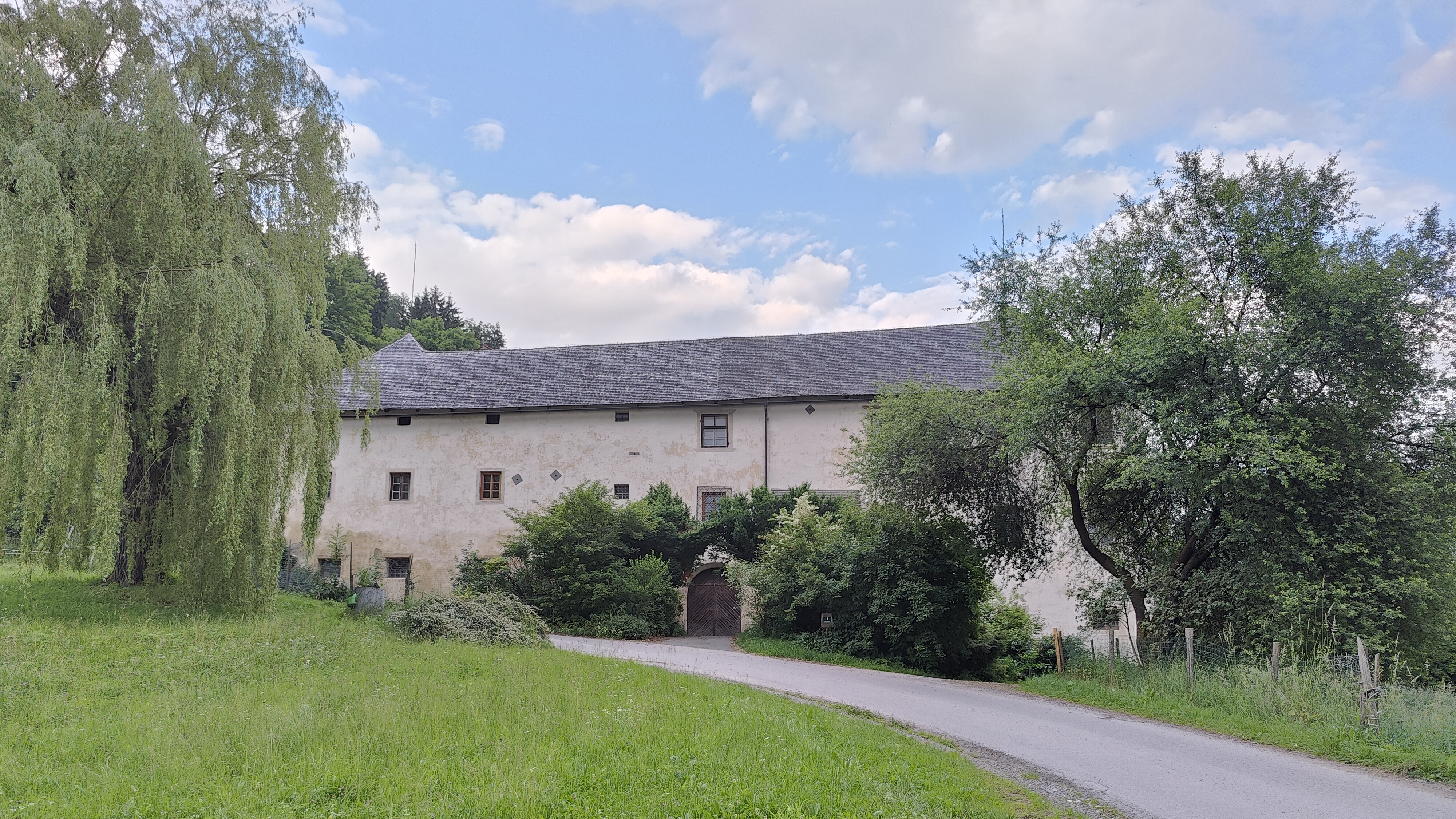
Schloss Pichlhofen, Ansicht von Westen

Das Schloss Pichlhofen steht am Nordhang des Murtales in der Ortschaft Pichlhofen in der Gemeinde Sankt Georgen ob Judenburg im Bezirk Murtal der Steiermark. Das Schloss steht unter Denkmalschutz (Listeneintrag).

## Geschichte
Der Vorgängerbau wurde von 1580 bis 1608 von Adam von Gallenberg in die heutige Form verändert. Beim Bau übernahm sich Gallenberg finanziell und musste das Gut verpfänden. 1618 übernahm der Hammergewerke Thomas Frayd das Schloss; seine Familie wurde 1643 unter dem Namen Frayd v. Fraydenegg in den Adelsstand erhoben. 1740 verkaufte die Familie Fraydenegg das Schloss an Georg Christoph von Lachwitz auf Spielberg. Später ging das Schloss an die Familie Arbesser v. Rastburg und von dieser in weiblicher Erbfolge an die Freiherren v. Conrad über. In deren Besitz ist das Schloss noch heute.

## Beschreibung
Der dreigeschoßige Vierflügelbau zeigt innen einen Arkadenhof. Die Fassade zeigt teils eiserne Fensterkörbe. 
Im Inneren des Schlosses zeigt die Halle im ersten Obergeschoß Wandmalereien mit Landschaftsdarstellungen aus dem Ende des 17. Jahrhunderts. Eine Tür trägt das Wappen der Prankh mit der Frau von Adam von Gallenberg. Im zweiten Obergeschoß gibt es reich gestaltete Türen aus 1604. Ein Ofen entstand 1548.